# أندرو نين
أندريه نين إي بيريز ، بالإسبانية أندريس نين إي بيريز ، من مواليد 4 افريل 1892 في ال فندريل ( اسبانيا ) وقتل يوم 20 جوان 1937 في الكلادي ايناريس ( اسبانيا )، هو ثائر اسباني .
ولد في عائلة فقيرة (كان والده صانع أحذية وأمه فلاحة)، غادر نين للعيش في برشلونة قبل وقت قصير من الحرب العالمية الاولى . قام بالتدريس لفترة في مدرسة علمانية وتحررية، قبل أن يكرس نفسه للصحافة والسياسة.